# Precinct de Swanwick
Le precinct de Swanwick est un precinct électoral du comté de Perry dans l'Illinois, aux États-Unis. En 2010, ce precinct comptait une population de 806 habitants.